# 3998 Tezuka
3998 Tezuka eller 1989 AB är en asteroid i huvudbältet, som upptäcktes den 1 januari 1989 av den japanske amatörastronomen Takuo Kojima i Chiyoda. Den är uppkallad efter den japanske serieskaparen Osamu Tezuka.
Asteroiden har en diameter på ungefär 6 kilometer.